# Bundesamt für Fremdenwesen und Asyl
Das Bundesamt für Fremdenwesen und Asyl (BFA) ist eine österreichische, dem Innenministerium unmittelbar nachgeordnete Behörde, die seit 1. Jänner 2014 unter anderem in erster Instanz über Asylanträge entscheidet.

## Aufgaben
Zu den wesentlichen Aufgaben des BFA gehören die Durchführung von erstinstanzlichen asyl- und fremdenrechtlichen Verfahren – mit Ausnahme der Strafverfahren und Visa-Angelegenheiten – sowie die Erteilung von Aufenthaltstiteln aus berücksichtigungswürdigen Gründen. Das BFA vollzieht das Asylgesetz (2005, AsylG), das 7. (Abschiebung und Duldung), 8. (Aufenthaltsbeendende Maßnahmen) und 11. (Österreichische Dokumente für Fremde) Hauptstück des Fremdenpolizeigesetzes (2005, FPG) sowie das Grundversorgungsgesetz Bund (GVG-B).
Nicht in die Kompetenz des BFA fallen die Belange der Integration, des Ausländerbeschäftigungsgesetzes, des Grenzkontrollwesens sowie über den Bereich der humanitären Aufenthaltstitel hinausgehende Kompetenzen aus dem Niederlassungs- und Aufenthaltsgesetz im Bereich der legalen Migration. Ebenso wenig hat das BFA kriminal- und sicherheitspolizeiliche Kompetenzen sowie Kompetenzen im Bereich des Vollzugs in den Polizeianhaltezentren und den unmittelbaren Abschiebeprozess inne.
Bescheide des BFA können vor dem Bundesverwaltungsgericht (Österreich) angefochten werden.
Das BFA ist eine monokratische Behörde mit der Zentrale in Wien und einer Regionaldirektion in jedem Bundesland sowie einer einheitlichen Dienst- und Fachaufsicht. Zudem bestehen fünf Bundesbetreuungsstellen für Asylwerber, von denen zwei auch Erstaufnahmestellen (EAST) sind, die EAST Ost in Traiskirchen (NÖ) und die EAST West in St. Georgen im Attergau (OÖ). In Vordernberg in der Steiermark existiert außerdem ein Schubhaftzentrum.

## Kritik
In den Jahren 2018 bis 2020 kritisierten Medienberichte die »absurd hohe Fehlerquote« des Bundesamtes für Fremdenwesen und Asyl. Durchschnittlich etwa 40 bis 45 Prozent der negativen Bescheide des BFA werden jedes Jahr vom Bundesverwaltungsgericht aufgehoben. Bei den sogenannten »Aberkennungsverfahren unbescholtener Schutzberechtigter« (Asyl-Aberkennungsverfahren) werden sogar 79 Prozent der Bescheide aufgehoben. Dies belaste die Gerichte und koste den Steuerzahler eine Milliarde Euro pro Jahr – abgesehen von den Folgen für die von den Entscheiden betroffenen Menschen. NGOs wie die Diakonie und das Hilfswerk bezeichneten die Zahl der Fehlentscheidungen im Oktober 2020 als »erschütternd« und als »dokumentierte Behördenwillkür«.
Medienberichte und NGOs beschreiben das Vorgehen der Behörde zum Teil als »Hauptsache Abschiebung – egal, wohin«, als das Amt einen pakistanischen Staatsbürger ohne Verfahren und rechtskräftige Entscheidung nach Afghanistan abschieben lassen wollte. Das Bundesamt für Fremdenwesen und Asyl stellt nach Medienberichten auch Bescheide aus, die ihre Rechtsgrundlage nicht ausweisen.